# Unione continentale

il verde l'Unione Africana, il blu l'Unione Europea e il viola l'Unione delle Nazioni Sudamericane.

L'unione continentale è un'organizzazione internazionale che facilita l'integrazione pan-continentale.

## Caratteristiche
Le unioni continentali variano da organizzazioni intergovernative collaborative a unioni politico-economiche sovranazionali. Le unioni continentali sono un tipo relativamente nuovo di entità politica nella storia del governo umano. Durante la maggior parte della storia umana, l'organizzazione politica è stata a livello locale (ad esempio tribale, città-stato) e, nei secoli più recenti, a livello subregionale regionale/subcontinentale (ad esempio sistema fluviale/bacino imperi, moderno "stato-nazione"); tuttavia, a partire dall'avvento di migliori trasporti, armi e comunicazioni, per la prima volta ci fu la possibilità per un'unione di Stati membri di organizzarsi a livello continentale.
Dopo le devastazioni della prima e della seconda guerra mondiale, a metà del XX secolo, l'Europa iniziò lentamente a integrarsi con la fondazione della Comunità europea, che divenne un'unione politica di gran parte del continente europeo: l'Unione europea.
Altre organizzazioni sono: l'Unione del Pacifico per gli Stati dell'Oceania, la Lega araba, l'Unione delle nazioni sudamericane, l'Unione africana, la Comunità Caraibica, ecc.